# Blåvik
Blåvik är kyrkbyn i Blåviks socken i Boxholms kommun i Östergötlands län. Den är belägen vid stranden av Sommen väster om Kopparhult och norr om Hårdaholmen. SCB avgränsar sedan 2023 en småort här.
I orten ligger Blåviks kyrka.